# Edhem Šljivo
Edhem Šljivo (Szarajevó, 1950. március 13. –) bosnyák labdarúgó.

## Pályafutása

### A válogatottban
1976 és 1982 között 12 alkalommal szerepelt a jugoszláv válogatottban és 2 gólt szerzett. Részt vett az 1976-os Európa-bajnokságon és az 1982-es világbajnokságon.